# Jimmy Swan
Jimmy Swan (* 18. November 1912 in Sand Mountain, Alabama; † 29. Oktober 1994; eigentlich James Edgar Schwann) war ein US-amerikanischer Country-Musiker.

## Leben

### Kindheit und Jugend
Geboren in Sand Mountain, zogen Jimmy Swan und seine Familie nach Birmingham, als Swan 10 Jahre alt war, da sein Vater gestorben war. Swan verdiente etwas Geld dazu, indem er als Schuhputzer und Zeitungsausträger arbeitete. Sein damaliges Idol war der Country-Musiker Jimmie Rodgers. 1928 gewann Swan einen Talentwettbewerb, der von dem Radiosender WKBC veranstaltet wurde. Seine Mutter starb, als er 17 war. Im selben Jahr hatte er geheiratet und zog nun mit seiner Frau nach Hattiesburg.

### Karriere
Nachdem Swan für die Armee als untauglich erklärt worden war, lebte er weiterhin bei seiner Frau und seinem Kind. Swan gründete nebenbei eine Band, in der zwei spätere Country-Stars Mitglied waren, nämlich Hank Williams und Hank Locklin. Mit seiner Band bestritt Swan erste Auftritte bei dem Radiosender WALA und in Bars. Gelangweilt vom Auftreten in den rauen Honky Tonks übernahm er einen Job als Disk Jockey Ende der 1940er-Jahre. Diesem Beruf sollte er bis 1991 nachgehen. 1949 arbeitete Swan einige Zeit bei WTOK in Meridian, Mississippi. 1952 hatte er die Möglichkeit, bei den Trumpet Records seine ersten Platten einzuspielen. Einer seiner ersten Erscheinung dort war ein Song, der seinem Freund Hank Williams gewidmet war. Er war von MGM-Manager Frank Walker geschrieben und hieß The Last Letter.
Swans Radio- und TV-Karriere begann Anfang und Mitte der 1950er-Jahre erfolgreich zu werden. Er war nun auf verschiedenen Fernsehsendern mit eigenen Shows vertreten und trat oftmals live im Radio auf. Zudem zeichnete er auch Transkriptionen für das Radio auf. Der Erfolg seines Titels I Had a Dream baute zu einem großen Teil auf Swans Popularität im Radio auf. Auch als Songschreiber betätigte er sich. The Way That You’re Living wurde unter anderem von Jimmy C. Newman und Ernest Tubb gecovert.
1955 wechselte Swan zu MGM Records, bei denen er insgesamt zwei Sessions abhielt. Aus diesen Sessions entstand unter anderem Country Cattin‘. 1956 arbeitete er währenddessen bei dem Radiosender WBKH als Moderator. Im weiteren Verlauf seiner Karriere nahm Swan für die Decca Records, JB Records und Big Howdy Records auf.
1967 stieg Swan in die Politik ein. Er kandidierte als Kandidat des Gouverneurs-Posten des US-Bundesstaates Mississippi, verlor aber. 1971 kandidierte Swan erneut, verlor aber wieder gegen seine republikanischen Gegner. Während dieses Wahlkampfes kam es zu einem Zwischenfall: nach einer Veranstaltung reiste Swan mit seinem Chauffeur Pat Massengill ab. Ein entgegenkommender Autofahrer begann jedoch zu schießen; Swan entging mit dem Tod nur knapp, da er sich auf die Rückbank des Autos gelegt hatte, um zu schlafen.
In den folgenden Jahrzehnten konzentrierte Swan sich auf seine Karriere im Radio und gab nur wenige Konzerte. Nachdem seine erste Frau gestorben war, heiratete er erneut und lebte in Hattiesburg und Jackson, Mississippi.
1993 wurde von den Bear Family Records eine CD mit seinen gesammelten Werken herausgegeben.

## Diskografie
| Jahr | Titel                                                         | Plattenfirma      |
| ---- | ------------------------------------------------------------- | ----------------- |
| 1952 | Juke Joint Mama / I Had a Dream                               | Trumpet Records   |
| 1952 | Triflin’ on Me / I Love You Too Much                          | Trumpet Records   |
| 1953 | The Last Letter / The Little Church                           | MGM Records       |
| 1953 | Losers Weepers / Mark of Shame                                | Trumpet Records   |
| 1954 | Lonesome Daddy Blues / One More Time                          | Trumpet Records   |
| 1955 | Frost on My Roof / It’s Your Turn to Cry                      | MGM Records       |
| 1956 | Hey, Baby Baby / Why Did You Change Your Mind?                | MGM Records       |
| 1956 | Country Cattin’ / The Way That You’re Living                  | MGM Records       |
| 1957 | Lonesome Man / Lonesome and Good                              | MGM Records       |
| 1960 | No One Loves a Broken Heart / Don’t Conceal Your Wedding Ring | Decca Records     |
| 1965 | Honky Tonkin’ / I Love You Too Much                           | JB Records        |
| 1965 | Rattlesnake Daddy / It Takes a Lonesome Man                   | JB Records        |
| 1966 | Walkin’ My Dog / Asleep in the Deep                           | JB Records        |
| 1968 | Good and Lonesome / Why Did You Change Your Mind?             | Big Howdy Records |